# S-36 (潜水艦)
|          |                                                   |
| 艦歴     |                                                   |
| 発注:    |                                                   |
| 起工:    | 1918年12月10日                                    |
| 進水:    | 1919年6月3日                                      |
| 就役:    | 1923年4月4日                                      |
| 退役:    |                                                   |
| その後:  | 座礁し1942年1月21日に沈没                         |
| 除籍:    |                                                   |
| 性能諸元 |                                                   |
| 排水量:  | 水上 854トン 水中 1,062トン                       |
| 全長:    | 219 ft 3 in (66.83 m)                             |
| 全幅:    | 20 ft 8 in (6.30 m)                               |
| 吃水:    | 15 ft 11 in (4.85 m)                              |
| 機関:    |                                                   |
| 最大速:  | 水上14.5ノット (26.9 km/h) 水中11ノット (20 km/h) |
| 乗員:    | 士官、兵員42名                                    |
| 兵装:    | 4インチ砲1門 21インチ魚雷発射管4門                |

S-36 (USS S-36, SS-141) は、アメリカ海軍の潜水艦。S級潜水艦の1隻。

## 艦歴
S-36は1918年12月10日にカリフォルニア州サンフランシスコのベスレヘム造船株式会社で起工した。1919年6月3日にヘレン・ラッセルによって命名、進水し、1923年4月4日に艦長レオン・C・アルフォード中尉の指揮下就役した。
公試後 S-36は西海岸沿いに作戦活動に従事し、1923年6月にはアラスカ水域での演習、1924年の冬にはカリブ海での艦隊演習に参加、翌年の夏までカリブ海で活動した。その後アジア艦隊に配属され、9月半ばに西に移動、フィリピン、カヴィテの潜水艦基地に11月4日到着した。
続く16年に渡って S-36は西太平洋に留まり、演習および偵察を行う。冬期間はフィリピンでオーバーホールが行われ、夏は中国沿岸、青島沖での作戦活動に従事した。中国大陸での軍事的緊張が高まると夏期間の配備は短縮され、個々の哨戒はフィリピン各所、南シナ海で実施、1938年にはオランダ領東インド諸島へと拡張された。
1940年4月から6月まで S-36は中国での最後の配備が行われ、その後1年半をフィリピン水域で過ごした。1941年12月までに艦隊は日本軍による攻撃の可能性を警戒した。6月2日、S-36は定期オーバーホールが取り消され、北方への偵察を命じられた。
飲料水、物資および魚雷が搭載され、6月3日の01:00に S-36は出航した。その日の午後遅く、ボリナオ岬近くに到達する。ここで S-36はマニラに向かう揚子江パトロール砲艦数隻を追い越した。19:30にボリナオ湾に入港し、翌週まで警戒態勢を取る。12月8日、S-36は真珠湾が攻撃されたという報せを受け取った。
数時間後、S-36は敵機に対する警戒を始めた。同日午後、ボリナオ岬とサンフェルナンドの間の巡回任務に就く。12月9日、艦の空気漏れが発見されたが、偵察任務は継続された。12月10日、乗組員はカヴィテが日本軍によって爆撃されたとの通信を受け取る。攻撃後通信士はステーションとの連絡を取ろうとしたが、通信はできなかった。12月12日、電動操舵装置が故障する。S-36は未だカヴィテと連絡が取れなかった。13日に排気バルブの空気漏れが発見され、14日には位置を知らせよとの緊急通信を受け取った。S-36の発した通信はいずれも届いていなかった。2日後、可能ならばマリベレスへの帰還を命じられた。
S-36は帰還の途に就いたが、未だ送信が不可能であり、空気および海水の漏れは悪化していた。4日後マリベレス沖に投錨する。月末までに修理は行われ、物資は補充された。S-36はフィリピン海域における最後の哨戒を行い、その後西インド諸島に集結する連合軍艦隊に合流した。
12月30日にマリベレス湾を出航し、S-36は直ちにヴェルデ島航路の偵察を行う。1月1日、S-36はバタンガス湾の北方および東方の海岸を踏査した。その後ヴェルデ島の西および南へ移動した。午後半ばに S-36 はミンドロ島のカラパンで護岸堤に係留された小型貨物船を発見、魚雷を発射しこれを沈めた。
その後7日間、S-36はヴェルデ島航路での偵察を継続した。1月8日に左舷エンジンのエアコンプレッサーが故障し、また、バッテリー溶液が消費され、東インド諸島までは持たないと判断されたため、進路を南へ変える。1月10日に右舷エンジンのエアコンプレッサーも不調となる。1月12日に S-36はスールー海で探索を行う。翌13日に左舷エンジンは使用不能となる。14日もスールー海での探索を継続した。
1月15日の朝、シブツ－マカッサル間とダバオータラカン間の交点に近い海域での右舷エンジンへの給油が行われたが失敗し、潜航が遅れた。S-36は日本軍駆逐艦によって発見されることとなる。
給油失敗の修正も行わず、1機のエンジンが不調のまま S-36は潜航し、数分以内に攻撃の準備を行った。しかしながら駆逐艦はより迅速に行動し、S-36が魚雷発射可能となる前に7個の爆雷を投下、爆雷は S-36の両舷で爆発した。
艦の損傷はバウ・プレーン上の電源制御装置の損失、ジャイロコンパスの故障、右舷照明回路のヒューズが吹き飛び、機関室の照明の破損などが含まれた。S-36は150フィート (46m) の深度に達し、ジャイロコンパスの機能が回復したため、ゆっくりと右舷に方向を変えた。駆逐艦は後方に留まっていた。
S-36は3分の1の低速で、深度および平衡の調整は不良のままであった。まもなくモーターが煙を上げ始め、潤滑油はスプレーガンによって吹き付けられた。06:30頃、敵との接触からおよそ1時間半後、S-36 は深度のコントロールを完全に失う。平衡ポンプは停止した。230フィート (70m) で第2主バラストが排出され、艦は上昇を始める。以前の過程とは逆をたどり、排気および排水が行われた。S-36は90フィート (27m) で停止した。
駆逐艦は探索を続け、S-36は100フィートから200フィートの間を揺れ動き続けた。救命胴衣および脱出用の呼吸装置が準備された。07:00に艦のコントロールが回復し、07:05に駆逐艦による最後の探索音を聞く。いまだ平衡および推進は危険な状態にあったが、S-36は同海域を脱出し正午頃には左舷モーターの修理を始めた。20:30までにモーターは「どうやら」作動する様になる。しかしながら6時間以内に煙を吹き出すこととなった。バッテリーの充電は完了したが、1月16日の03:20に右舷エンジンの潤滑油の供給が再び不良となる。
夜明けと共に S-36は潜航を行った。2時間後、スラウェシ海岸を観測した。正午、主モーターの補助循環ポンプで火災が生じたがすぐに鎮火した。19:00に浮上し、23:08にノース・ウォッチャー島を通過した。
1月17日に S-36はスラバヤへの航行を命じられた。左右両舷の推進軸はその日1日動作不良で、乗員の1人が熱で倒れた。しかしながら主モーターの潤滑油ポンプは修理された。1月18日は「1月8日以来機関部の大半が動作しなかった初めての日」となった。S-36はマカッサル海峡の通過を継続した。
1月20日の早朝、04:04に S-36はタカ・バカン・リーフで座礁する。乗組員は丸1日以上復旧のために苦闘した。しかしながら浸水した前部バッテリーから塩素ガスが発生し、向かい波と潮の流れが艦に立ちはだかった。救助要請が送られ、1月21日の朝にオランダのランチ、アッテラ (Attla) がマカッサル市から急送された。その日の正午までにアッテラは S-36の士官、兵員を収容した。13:30にS-36は放棄された。最後の乗員は艦を自沈させるため最後まで留まった。
乗組員はシブロート (SS Siberote) に移乗させられ、マカッサル市に送り届けられた。その後スラバヤに移動し、彼らは再任された。
S-36は第二次世界大戦中の戦功で1個の従軍星章を受章した。